# Rue de l'Éperon
La rue de l'Éperon est une voie située dans le quartier de la Monnaie du 6e arrondissement de Paris.

## Situation et accès
La rue de l'Éperon est desservie par les lignes 4 et 10 à la station Odéon.

## Origine du nom
Cette rue doit son nom à une ancienne enseigne.

## Historique

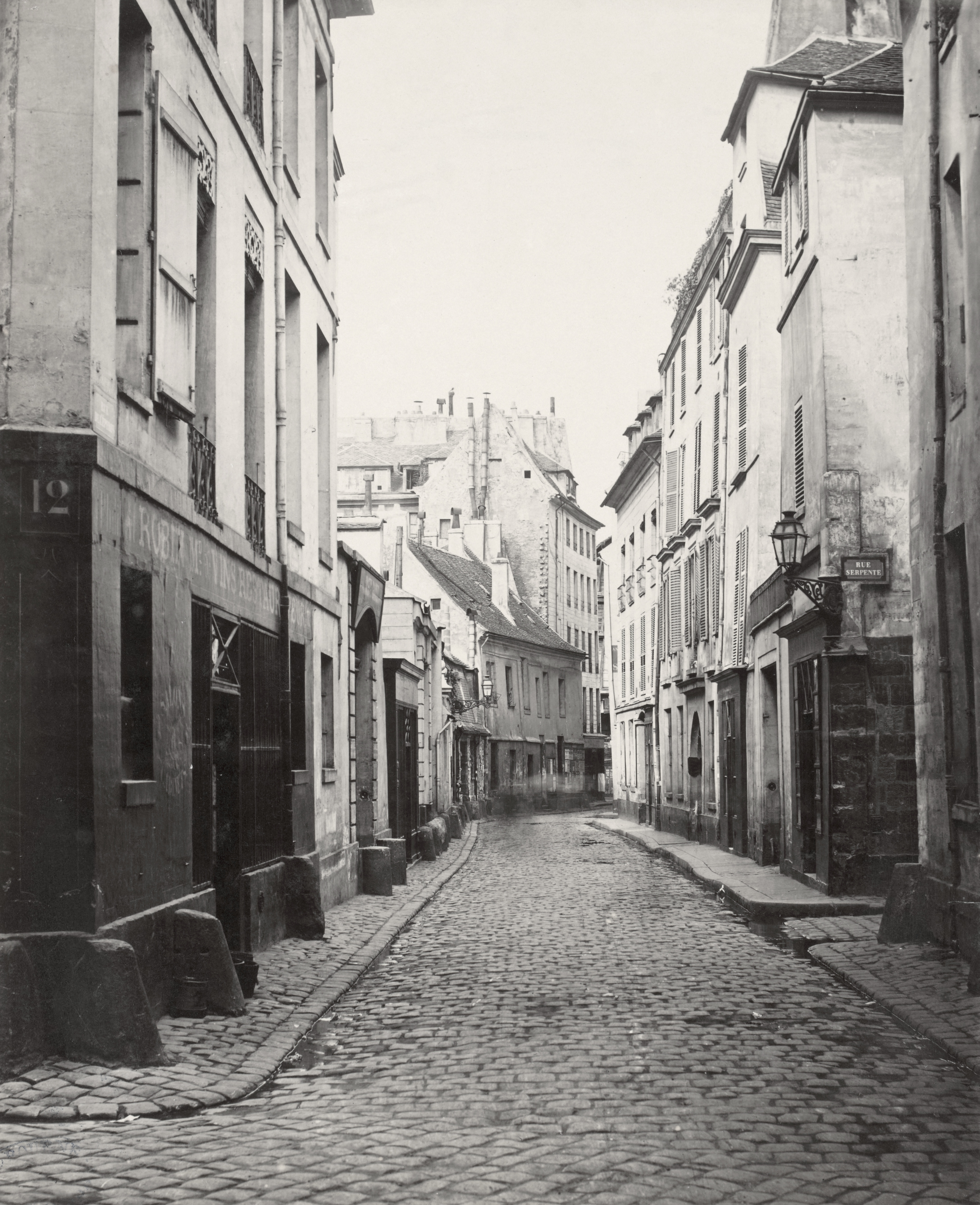
Rue de l'Éperon vue en direction de la rue Saint-André-des-Arts (photographie de Charles Marville).

Cette très ancienne voie de Paris est déjà nommée en 1267 « vicus Galgani ». Vers 1280-1300, elle est citée dans Le Dit des rues de Paris de Guillot de Paris sous la forme « rue Cauvain ». Elle porte de nombreux noms successifs dérivés du premier : « voie Gaugai » (1291); « rue Gaugain » (1296) puis « Cauvain » (1300), « Gougaud » (1521), « Gayain » (1531), « Goyani » (1543). Elle devient également « rue du Chapperon » (1430), « du Chappeau » (1485), « Chapon » (1521).
Elle est citée sous le nom de « rue Chappon » dans un manuscrit de 1636 dont le procès-verbal de visite, en date du 22 avril 1636. Elle prend le nom de rue de l'Éperon après 1636 en raison d'une enseigne.
Les archevêques de Rouen y possédaient à la fin du XIIe siècle, un hôtel qui avait appartenu aux rois de Navarre, et sur l'emplacement duquel a été établie la cour de Rohan. Dans cette rue était situé le collège de Vendôme qui existait encore en 1367 et qui se trouvait entre les rues Serpente et du Jardinet.

## Bâtiments remarquables et lieux de mémoire
- no 2 : entrée du lycée Fénelon.
- No 7 : en 1800-1839 se trouvait à cette adresse la boutique de Mme Huzard, libraire.
- no 10 : le poète Théodore de Banville y a vécu et y est mort[2] ; l’avocat Maurice Garçon y a vécu.
- Ancien hôtel des archevêques de Rouen.

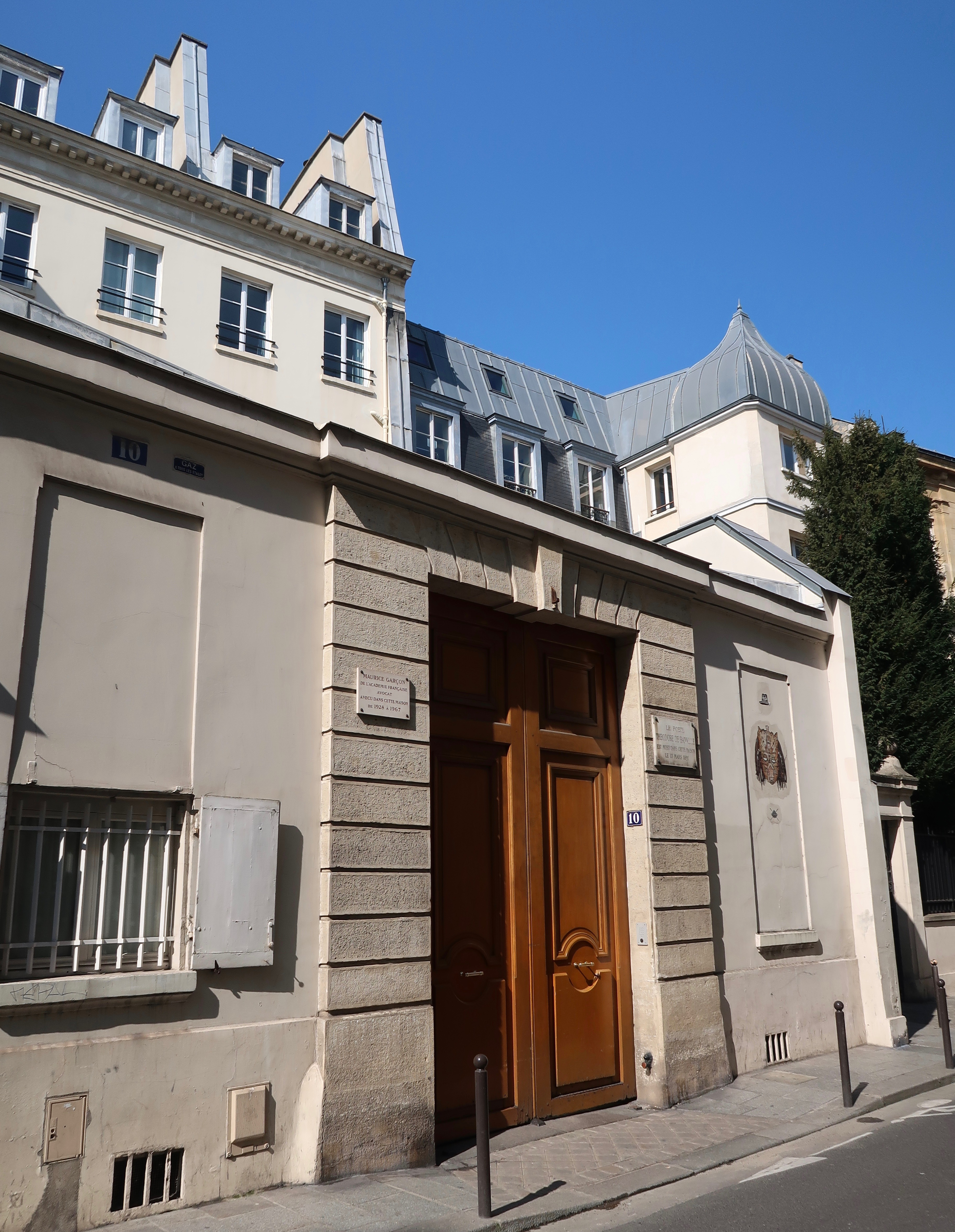
No 10.
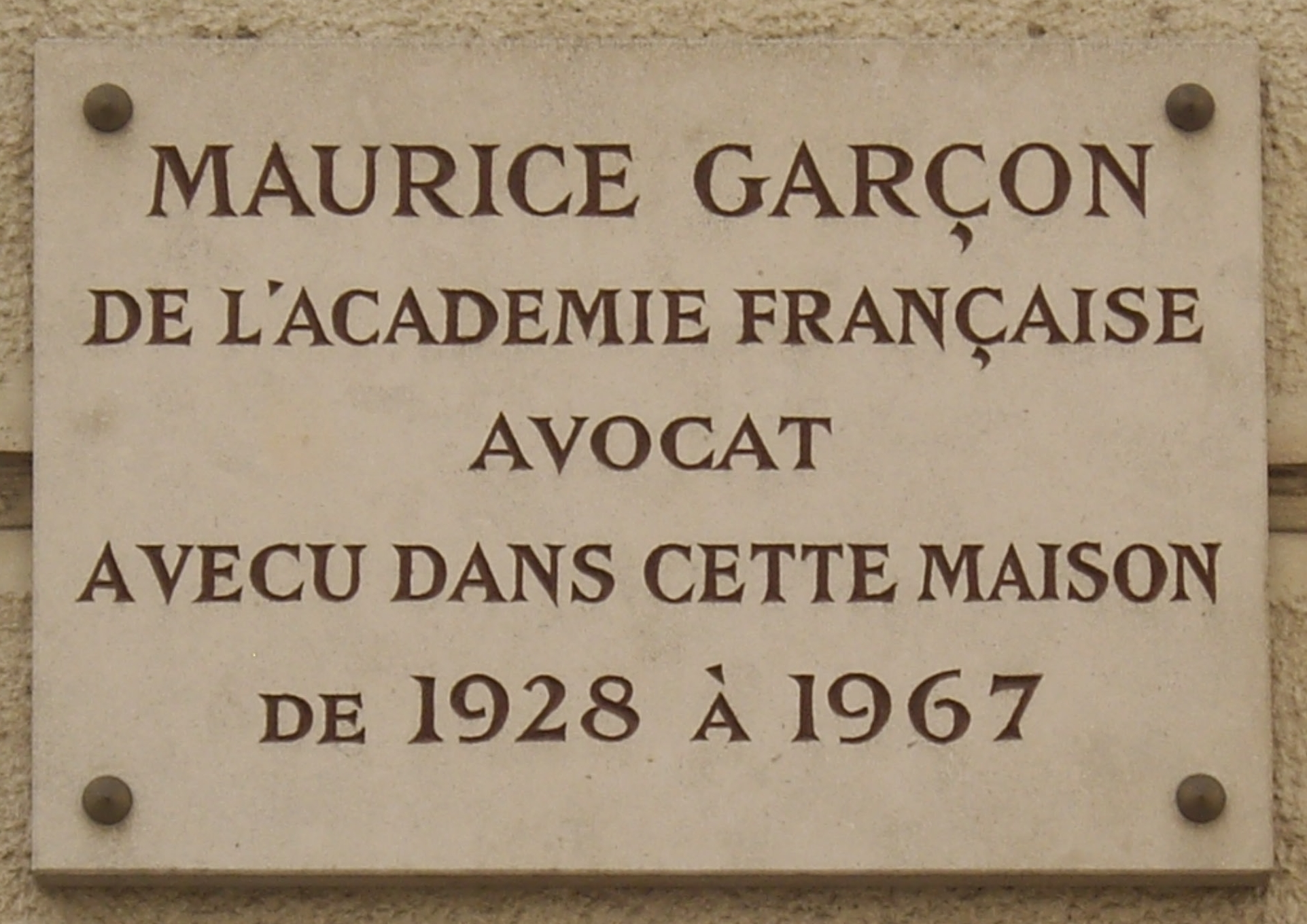
Plaque au no 10 en hommage à Maurice Garçon.
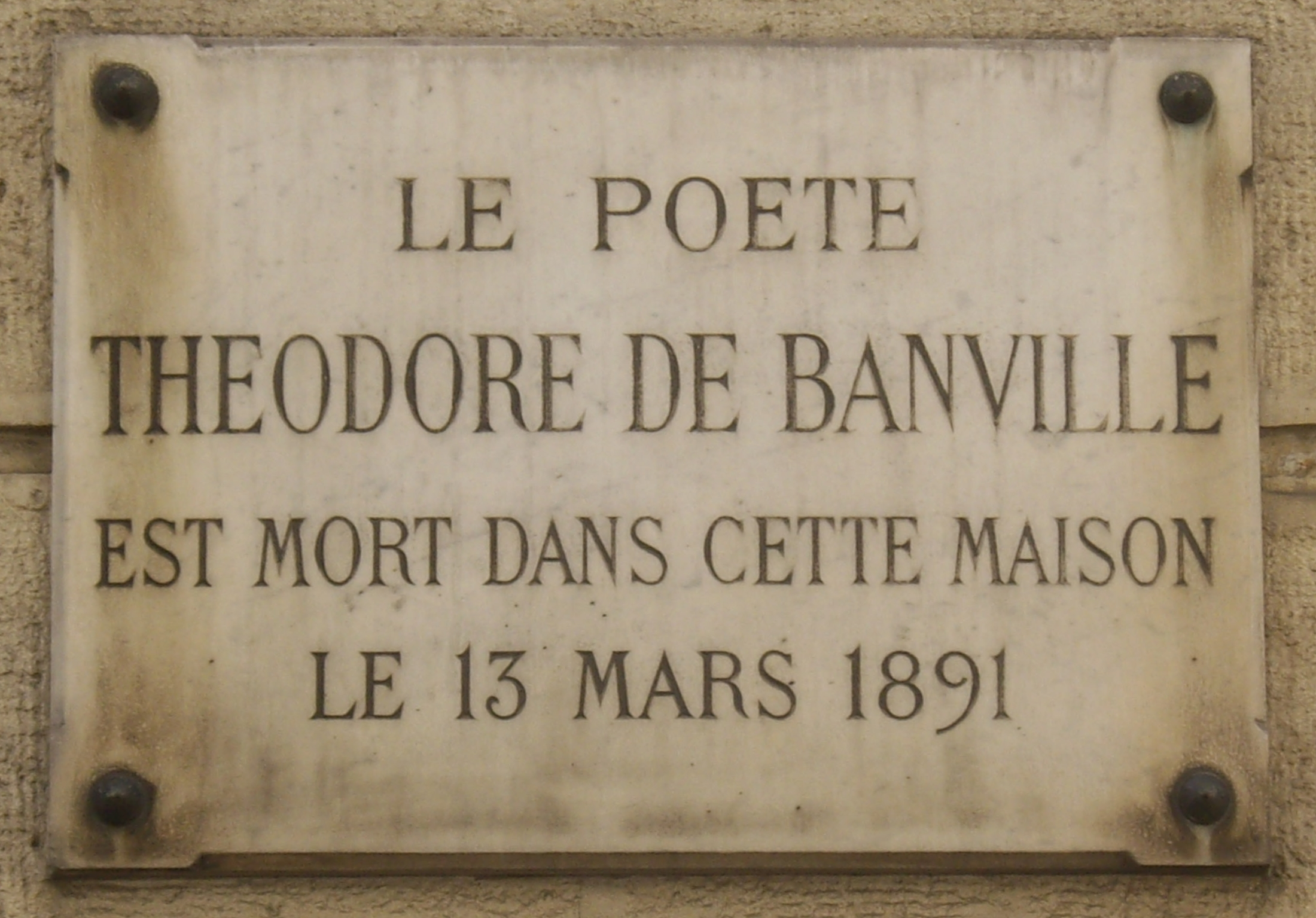
Plaque au no 10 en hommage à Théodore de Banville.